# Kaijansaari (ö i Södra Savolax, S:t Michel, lat 61,44, long 26,58)
Kaijansaari är en ö i Finland. Den ligger i sjön Peruvesi och i kommunen Mäntyharju i den ekonomiska regionen  S:t Michel och landskapet Södra Savolax, i den södra delen av landet, 170 km nordost om huvudstaden Helsingfors. Öns area är 1,1 hektar och dess största längd är 270 meter i sydöst-nordvästlig riktning.